# Margareta Söderström
Elly Margareta Söderström, född Bengtsson 10 juli 1938 i Forserums församling i Jönköpings län, är en pensionerad lärare från Kungälv och svensk tv-personlighet. Hon är känd som den första vinnaren av SVT:s frågesport- och underhållningsprogram På spåret.
Hon är dotter till Västgöta-Bengtsson.

## På Spåret
Under den första säsongen av På spåret, som sändes 1987, var upplägget att lagen skulle innehålla två kända personer och en okänd. SVT hade fått tips om Söderström av Göteborgs-Postens redaktion, efter att Söderström vunnit en resa i tidningens tävling "Söndagschansen". Tillsammans med Lennart "Hoa-hoa" Dahlgren och Thomas Wernerson utgjorde hon det vinnande laget under programmets första säsong. Hennes seger i programmet ledde till en viss berömmelse och hon fick skriva autografer för fans.

## Eftermäle
Söderströms deltagande i På spåret var en noterbar händelse i svensk TV-historia, och hon figurerade återkommande i tidningar som Hänt Extra och Svensk Damtidning. Hon återkom även i programmet under de första säsongerna. När På spåret uppmärksammas refereras ofta Margareta Söderström som den första vinnaren.